# 山梨県一周駅伝
山梨県一周駅伝（やまなしけんいっしゅうえきでん）は、山梨日日新聞社や山梨放送、山梨県などが主催する日本の駅伝競走大会である。

## 概要
12月の第一または第二の土曜日・日曜日の2日間にわたり山梨県内の各自治体（市郡レベル）で結成されたチームによって山梨県を一周する地区対抗ロードレースである。全長約167.9kmを20区間に分け、一部区間で中学男子・中学女子・高校女子・40歳以上・50歳以上の年齢・性別限定区間がある。またバランス崩壊を防ぐため学連登録の男子大学生の登録は5区間5人までに制限されている。
一部中継地点ではタスキを受けた選手はすぐに走らずに待機（待機中はタイムが停止される）し、最下位の選手が到着すると同時に一斉スタートをする方式となっている。これはトップと最下位との間延びを縮め、交通の影響を最小限にすることが目的である。その他通行止めとなっている区間はスキップしてその次の区間で一斉スタートとなったり、片側交互通行の規制がある場合は前の区間でトップで来た選手が次の区間の選手へタスキを受けたと同時に他のチームの選手も繰り上げスタートを行うなどでイレギュラーに対応している。
1963年（昭和38年）から実施しており、2024年（令和6年）時点で61回を数えている（但し2020年（第57回）は新型コロナウイルスの影響で中止）。

## 参加チーム
チームは原則市と郡に分かれているが、地域性に考慮する形で同一市で複数チームに分かれていたり、隣接する市や郡で合同チームを作り参加するところもある。なお、北都留郡（丹波山村、小菅村）については記載がない。
1市で2チームが参加
- 南アルプス市(Ａ・Ｂ)
- 甲斐市(Ａ・Ｂ)
- 笛吹市(Ａ・Ｂ)

1市郡で1チームが参加
- 甲府市
- 富士吉田市
- 甲州市
- 都留市
- 山梨市
- 大月市
- 上野原市
- 韮崎市
- 北杜市
- 南都留郡（富士河口湖町、西桂町、鳴沢村、忍野村、山中湖村、道志村）

2市郡で1チームが参加
- 中央市・（中巨摩郡）昭和町
- 西八代郡（市川三郷町）・南巨摩郡（富士川町、早川町、身延町、南部町）

## コース
初日・最終日ともに10区間ずつで争われる。（2024年実施コース）
初日（79.4km）
第1区：山梨県庁前（甲府市） - 県地場産業センター東（甲府市）3.4km
第2区：県地場産業センター東（甲府市） - ボルドー（甲府市）3.0km
第3区：ボルドー（甲府市） - 山梨市市役所（山梨市）8.4km
第4区：山梨市市役所（山梨市） - ハーブ庭園（甲州市）8.7km
第5区：ハーブ庭園（甲州市） - 日影消防詰所（甲州市）8.2km
第6区：日影消防詰所（甲州市） - 笹子天野公園（大月市）12.6km
第7区：笹子天野公園（大月市） - 大月東中学校（大月市）13.7km
第8区：大月東中学校（大月市） - 山日YBS都留支局（都留市）9.1km
第9区：山日YBS都留支局（都留市） - ENEOS日山三ツ峠給油所（西桂町）7.7km
第10区：ENEOS日山三ツ峠給油所（西桂町） - 富士吉田市役所（富士吉田市）4.6km
最終日（88.5km）
第11区：富士吉田市役所（富士吉田市） - 富士急本社西（富士吉田市）3.0km
第12区：富士急本社西（富士河口湖町） - 富士緑の休暇村（鳴沢村）11.1km
第13区：富士緑の休暇村（富士河口湖町） - 本栖湖駐車場（富士河口湖町）11.6km
第14区：本栖湖駐車場（富士河口湖町） - 身延町役場古関出張所（身延町）14.0km
第15区：身延町役場古関出張所（身延町） - 六郷小学校（市川三郷町）9.9km
第16区：六郷小学校（市川三郷町） - またあしたハウス（富士川町）6.2km
第17区：またあしたハウス（富士川町） - 春仙美術館（南アルプス市）9.8km
第18区：春仙美術館（南アルプス市） - 山梨旭ダイヤモンド・栄徳（韮崎市）8.7km
第19区：山梨旭ダイヤモンド・栄徳（韮崎市） - 山梨交通敷島営業所（甲斐市）8.5km
第20区：山梨交通敷島営業所（甲斐市） - 山日YBSグループ本社前（甲府市）5.7km